# Surinaamse parlementsverkiezingen 2005/Kandidatenlijst/VVV
Dit is de lijst van kandidaten voor de Surinaamse parlementsverkiezingen 2005 van de combinatie VVV. De verkiezingen vonden plaats op 25 mei 2005. De landelijke voorzitter en presidentskandidaat was Jules Wijdenbosch.
De onderstaande deelnemers kandideerden op grond van het districten-evenredigheidsstelsel voor een zetel in De Nationale Assemblée. Elk district had een eigen lijsttrekker. Los van deze lijst vonden tegelijkertijd de verkiezingen van de ressortraden plaats. Daarvoor gold het personenmeerderheidsstelsel. De kandidaten voor de ressortraden staan hieronder niet genoemd. Nieuw Front deed in alle tien districten mee aan de verkiezingen.

## Brokopondo: 360
1. Antonius Padiwa Goedewacht (DNP 2000): 82
2. Yvonne Verginia Maabo (BVD): 259
3. Sandra Vivian Muringen (DNP 2000): 19

## Commewijne: 3.562
1. Hubert Asmadi Asmowiredjo (KPTI): 394
2. Ashokkoemar Jagdew (BVD): 460
3. Jenny Paini Soedardjo-Warsodikromo (DNP 2000): 1.077
4. Rame Jules Amatsoerdi (KPTI): 1.631

## Coronie: 310
1. Ewald L.W. Bendt (DNP 2000): 136
2. Joan Hèlen Wielzen (DNP 2000): 174

## Nickerie: 2.573
1. Harriët Sangieta Ramdien (DNP 2000): 1.131
2. Keshawdew Ramsamoedj (BVD): 225
3. Charles Henry Perk (BVD): 196
4. Hendrik S. Somoredjo (KTPI): 789
5. Brayan Gerio Van Tholl (DNP 2000): 232

## Marowijne: 644
1. Herbert Frederik C. Watson (DNP 2000): 272
2. Regillio Roedjiman Karijodrono (PPRS): 126
3. Jona Gunther (DNP 2000): 246

## Para: 1.405
1. Ferdinand Frederik Danning (PEN): 297
2. Roiman Somowidjojo (KTPI): 487
3. Deborah Saskia Wattamaleo (DNP 2000): 621

## Paramaribo: 12.648
1. Jules Albert Wijdenbosch (DNP 2000): 10.394
2. Yvonne Raveles-Resida (DNP 2000): 253
3. Willy Soemita (KTPI): 739
4. Tjan Gobardhan (BVD): 472
5. Ashokkoemar Rambali (DNP 2000): 135
6. Shabierahmed Ishaak (BVD): 285
7. Oscar Roel Brandon (DNP 2000): 17
8. Freddy Guillaume Brug (DNP 2000): 19
9. Alwin R. Malaha (BVD): 88
10. Ingrid Esajas-Wouden (KTPI): 23
11. Clara D. Akiemboto (DNP 2000): 30
12. Thania Sonnia Chin-A-Lin (DNP 2000): 16
13. Maya Fokke-Manohar (DNP 2000): 38
14. Anushka A. Ramesar-Gopalrai (BVD): 99
15. Robert Louis Peneux (DNP 2000): 23
16. Wilgo Ricardo Koster (DNP 2000): 17
17. Robert Alfons Lucien Sanches (DNP 2000): 36

## Saramacca: 1.191
1. Widjindranand Autar (DNP 2000): 387
2. Wagimin Atmowirono (KTPI): 628
3. Kamalsing Hanoeman (BVD): 176

## Sipaliwini: 836
1. Albert A. Aboikoni (DNP 2000): 193
2. Freddie Mateda (BVD): 398
3. Jessi Tapoerani (DNP 2000): 209
4. Romecca Djales (DNP 2000): 36